# Solbach
Solbach ist eine französische Gemeinde mit 102 Einwohnern (Stand 1. Januar 2021) im Département Bas-Rhin in der Region Grand Est (bis 2015 Elsass). Das Dorf ist eine Streusiedlung und liegt im Kanton Mutzig in den Vogesen. Nach Fouday im Breuschtal besteht eine Straßenverbindung.

## Bevölkerungsentwicklung
| Jahr      | 1962 | 1968 | 1975 | 1982 | 1990 | 1999 | 2006 | 2017 |
| Einwohner | 119  | 126  | 116  | 109  | 95   | 100  | 106  | 104  |